# Campionati europei di karate 2001
La 36ª edizione del campionato europeo di karate si è svolta a Sofia dall'11 al 13 maggio 2001.

## Medagliere
| Nazione              | O | A | B |
| -------------------- | - | - | - |
| Spagna               | 7 | 2 | 6 |
| Francia              | 6 | 1 | 7 |
| Italia               | 2 | 3 | 4 |
| Turchia              | 1 | 2 | 2 |
| Germania             | 1 | 0 | 3 |
| Inghilterra          | 0 | 3 | 3 |
| Paesi Bassi          | 0 | 3 | 0 |
| Rep. Ceca            | 0 | 1 | 1 |
| Bosnia ed Erzegovina | 0 | 1 | 0 |
| Lussemburgo          | 0 | 1 | 0 |
| Jugoslavia           | 0 | 0 | 5 |
| Grecia               | 0 | 0 | 1 |
| Romania              | 0 | 0 | 1 |
| Slovacchia           | 0 | 0 | 1 |

## Podi

### Kata
| Posizione | Karateka            |
| --------- | ------------------- |
| 1         | Luca Valdesi        |
| 2         | Lucio Maurino       |
| 3         | Joël Carpin         |
| 3         | J. Hernandez Alonso |

| Posizione | Karateka                      |
| --------- | ----------------------------- |
| 1         | Myriam Szkudlarek             |
| 2         | P. Nova                       |
| 3         | Miriam Cogolludo de la Herras |
| 3         | M. Niino                      |

| Posizione | Nazione |
| --------- | ------- |
| 1         | Spagna  |
| 2         | Italia  |
| 3         | Francia |
| 3         | Turchia |

| Posizione | Nazione  |
| --------- | -------- |
| 1         | Spagna   |
| 2         | Italia   |
| 3         | Germania |
| 3         | Francia  |

### Kumite
| Posizione | Karateka            |
| --------- | ------------------- |
| 1         | Davíd Luque Camacho |
| 2         | M. Hodge            |
| 3         | P. Bajic            |
| 3         | M. Sebesta          |

| Posizione | Karateka           |
| --------- | ------------------ |
| 1         | Alexandre Biamonti |
| 2         | B. Kandaz          |
| 3         | J. Ledgister       |
| 3         | A. Ramiro Molina   |

| Posizione | Karateka              |
| --------- | --------------------- |
| 1         | Oscar Vázquez Martins |
| 2         | A. Boeelbai           |
| 3         | H. Alagas             |
| 3         | Gustaff Lefevre       |

| Posizione | Karateka          |
| --------- | ----------------- |
| 1         | Gennaro Talarico  |
| 2         | A. Hadzic         |
| 3         | Olivier Beaudry   |
| 3         | Iván Leal Reglero |

| Posizione | Karateka           |
| --------- | ------------------ |
| 1         | T. Herrero Barcelo |
| 2         | Daniël Sabanovic   |
| 3         | Yann Baillon       |
| 3         | Salvatore Loria    |

| Posizione | Karateka           |
| --------- | ------------------ |
| 1         | Seydina Balde      |
| 2         | Leon Walters       |
| 3         | Davide Benetello   |
| 3         | Stefano Maniscalco |

| Posizione | Karateka                  |
| --------- | ------------------------- |
| 1         | D. Felix                  |
| 2         | Daniël Sabanovic          |
| 3         | Konstantinos Papadopoulos |
| 3         | P. Stojadinov             |

| Posizione | Karateka         |
| --------- | ---------------- |
| 1         | E. Garcia Romero |
| 2         | Nadia Mecheri    |
| 3         | V. Ruiz          |
| 3         | S. Sandu         |

| Posizione | Karateka       |
| --------- | -------------- |
| 1         | Nathalie Leroy |
| 2         | L. Coskun      |
| 3         | N. Jacobs      |
| 3         | P. Piskacova   |

| Posizione | Karateka              |
| --------- | --------------------- |
| 1         | Laurence Fischer      |
| 2         | G. Casanova Rodriguez |
| 3         | S. Pekovic            |
| 3         | T. Weekes             |

| Posizione | Karateka           |
| --------- | ------------------ |
| 1         | Nadine Ziemer      |
| 2         | Tessy Scholtes     |
| 3         | Cristina Feo Gomez |
| 3         | V. Vrhovec         |

| Posizione | Nazione     |
| --------- | ----------- |
| 1         | Francia     |
| 2         | Spagna      |
| 3         | Inghilterra |
| 3         | Italia      |

| Posizione | Nazione     |
| --------- | ----------- |
| 1         | Turchia     |
| 2         | Inghilterra |
| 3         | Spagna      |
| 3         | Francia     |